# Jaelene Daniels
Jaelene Daniels (* 28. Mai 1993 als Jaelene Hinkle in Denver, Colorado) ist eine US-amerikanische Fußballspielerin, die seit der Saison 2017 bei den North Carolina Courage in der National Women’s Soccer League unter Vertrag steht.

## Karriere

### Verein
Während ihres Studiums an der Texas Tech University spielte Daniels von 2011 bis 2014 für die dortige Universitätsmannschaft der Texas Tech Red Raiders und lief parallel dazu im Jahr 2013 bei der W-League-Franchise Seattle Sounders Women auf. Anfang 2015 wurde Daniels beim College-Draft der NWSL in der ersten Runde an Position sieben von den Flash verpflichtet. Ihr Ligadebüt gab sie am 12. April 2015 gegen den Seattle Reign FC.

### Nationalmannschaft
Anfang 2014 kam Daniels im Rahmen des Sechs-Nationen-Turniers in La Manga zu ihren ersten beiden Einsätzen in der US-amerikanischen U-23-Nationalmannschaft. Am 21. Oktober 2015 debütierte sie bei einem 1:1-Unentschieden gegen Brasilien in der A-Nationalmannschaft der Vereinigten Staaten.
Sie gehörte zum Kader für das Qualifikationsturnier für die Olympischen Sommerspiele 2016, das die USA gewannen, und wurde in zwei Gruppenspielen jeweils eingewechselt.

## Erfolge
- 2016: Gewinn des SheBelieves Cup 2016
- 2016: Gewinn der NWSL-Meisterschaft (Western New York Flash)